# Lexington Steele

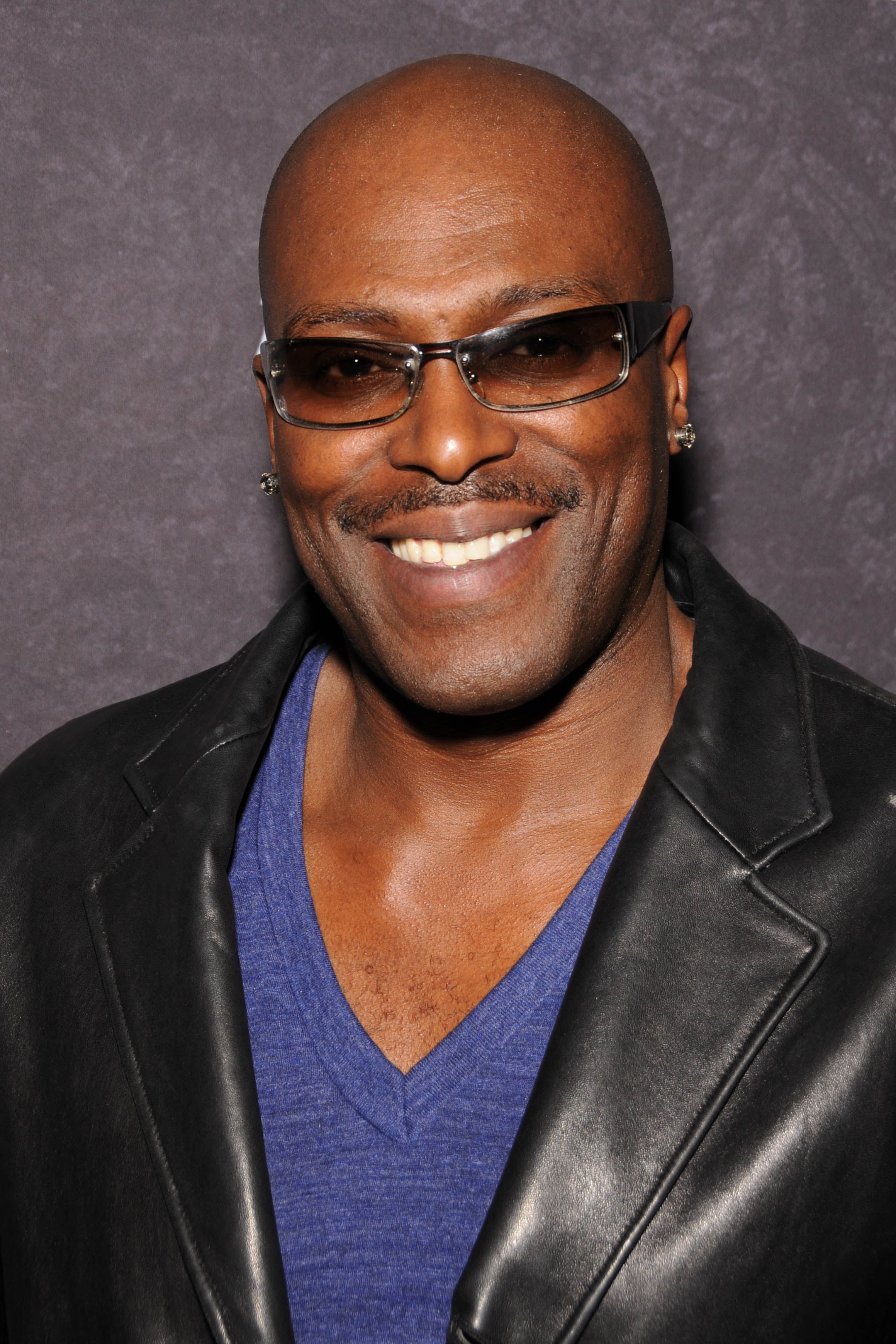
Lexington Steele (2014)

Lexington Steele (* 28. November 1969 in New Jersey als Clifton Todd Britt) ist ein US-amerikanischer Pornodarsteller und -regisseur.
Er wurde für seine Arbeit dreimal mit dem AVN Award als „Darsteller des Jahres“ ausgezeichnet. Seine Spezialität sind „Interracial“-Filme.
Steele machte 1993 sein Diplom an der Syracuse University und arbeitete danach in New York im World Trade Center als Broker. Parallel zu seiner Arbeit startete er eine Karriere als Model und begann ab 1997 Pornofilme zu drehen. Seither wirkte er in über 500 Filmen mit.
Nach fünf Jahren beim Pornolabel Anabolic Video Production machte sich Steele selbstständig und gründete seine eigene Produktionsfirma. 2004 wurde Lexington Steele als einer von 30 bekannten Pornodarstellern von dem amerikanischen Fotografen Timothy Greenfield-Sanders in seinem Buch XXX: 30 Porn-Star Portraits und seiner HBO-Dokumentation Thinking XXX porträtiert. 2008 hatte er in der US-Serie Weeds einen Cameo-Auftritt.

## Auszeichnungen
- 2000, 2002, 2003: AVN Award – Male Performer of the Year[3]
- AVN Award – Best Gonzo Release 2005: Gina Lynn’s Dark Side
- 2001: XRCO Award – Male Performer of the Year
- 2003: AVN Award – Best Anal Sex Scene (mit Jewel De’Nyle)
- 2005: XRCO Award – Best Male-Female Scene (mit Katsumi)
- 2009: Urban Spice Award – Crossover Male
- 2009: Hot d’Or – Best American Male Performer
- 2009: XRCO Hall of Fame
- 2009: AVN Hall of Fame[4]
- 2012: Tac-Team Production Award with his Movie-Mate Matthias Muster
- 2017: AVN Award – Best Group Sex Scene für Orgy Masters 8 (zusammen mit Casey Calvert, Keisha Grey, Katrina Jade, Jojo Kiss, Goldie Rush, Prince Yahshua, Rico Strong)[5]

## Belege
1. ↑  Timothy Greenfield-Sanders: XXX: 30 Porno-Stars im Porträt. (Originaltitel: XXX: 30 Porn-Star Portraits.) Heyne Hardcore, München 2004; S. 126–127, 192–193. ISBN 978-3-453-67515-5.
2. ↑  Thinking XXX. Internet Movie Database, abgerufen am 22. Mai 2015 (englisch).
3. ↑  2000 AVN Award Winners Announced. AVN Media Network, 17. Januar 2000, abgerufen am 15. Mai 2023.
4. ↑  2009 AVN Award-Winners Announced. AVN Media Network, 11. Januar 2009, abgerufen am 4. Oktober 2023.
5. ↑  2017 AVN Award Winners Announced. AVN Media Network, 22. Januar 2017, abgerufen am 22. Mai 2024.

| Personendaten    | Personendaten                                    |
| ---------------- | ------------------------------------------------ |
| NAME             | Steele, Lexington                                |
| ALTERNATIVNAMEN  | Britt, Clifton Todd (Geburtsname)                |
| KURZBESCHREIBUNG | US-amerikanischer Pornodarsteller und -regisseur |
| GEBURTSDATUM     | 28. November 1969                                |
| GEBURTSORT       | New Jersey, USA                                  |